# ريتشارد بوب
ريتشارد بوب (بالإنجليزية: Richard Pope)‏ هو محامي أمريكي، ولد في 18 أغسطس 1962.